# Watertown (Massachusetts)
Watertown é uma cidade localizada no condado de Middlesex no estado estadounidense de Massachusetts. No Censo de 2010 tinha uma população de 31.915 habitantes e uma densidade populacional de 2.993,79 pessoas por km².

## Geografia
Segundo a Departamento do Censo dos Estados Unidos, Watertown tem uma superfície total de 10.66 km², da qual 10.34 km² correspondem a terra firme e (2.99%) 0.32 km² é água.

## Demografia
Segundo o censo de 2010, tinha 31.915 pessoas residindo em Watertown. A densidade populacional era de 2.993,79 hab./km². Dos 31.915 habitantes, Watertown estava composto pelo 84.88% brancos, o 2.98% eram afroamericanos, o 0.13% eram amerindios, o 7.22% eram asiáticos, o 0.04% eram insulares do Pacífico, o 2.08% eram de outras raças e o 2.67% pertenciam a duas ou mais raças. Do total da população o 5.29% eram hispanos ou latinos de qualquer raça.